# Stenopsyche dirghajihvi
Stenopsyche dirghajihvi är en nattsländeart som beskrevs av Schmid 1969. Stenopsyche dirghajihvi ingår i släktet Stenopsyche och familjen Stenopsychidae. Inga underarter finns listade i Catalogue of Life.